# Kolmonderbosch
Het Kolmonderbosch is een bos en natuurgebied in de gemeente Gulpen-Wittem in de Nederlandse provincie Limburg. Het bos ligt ten noorden van Mamelis en ten zuidoosten van Nijswiller. Het ligt aan de noordzijde van de N278 en ten oosten van de N281. Ten noorden van het bos ligt het Platte Bosch, aan de oostzijde grenst het aan de Duitse grens en in het zuiden ligt Abdij Sint-Benedictusberg tegen het bos.
Het bos ligt bovenaan de noordhelling van het Selzerbeekdal, met aan de voet van het bos de Selzerbeek, en op de zuidwestrand van het Plateau van Bocholtz.
Het hoogste punt van het bos ligt op 184 meter boven de zeespiegel.

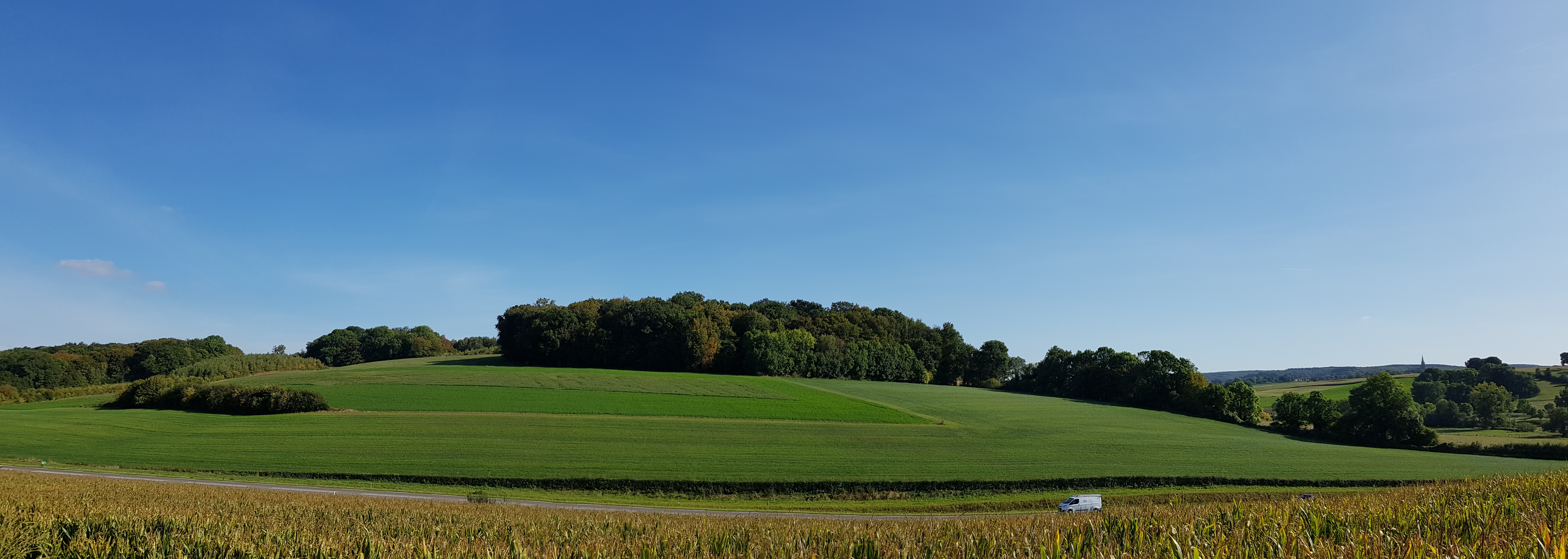
Het bos gezien vanuit het noordwesten
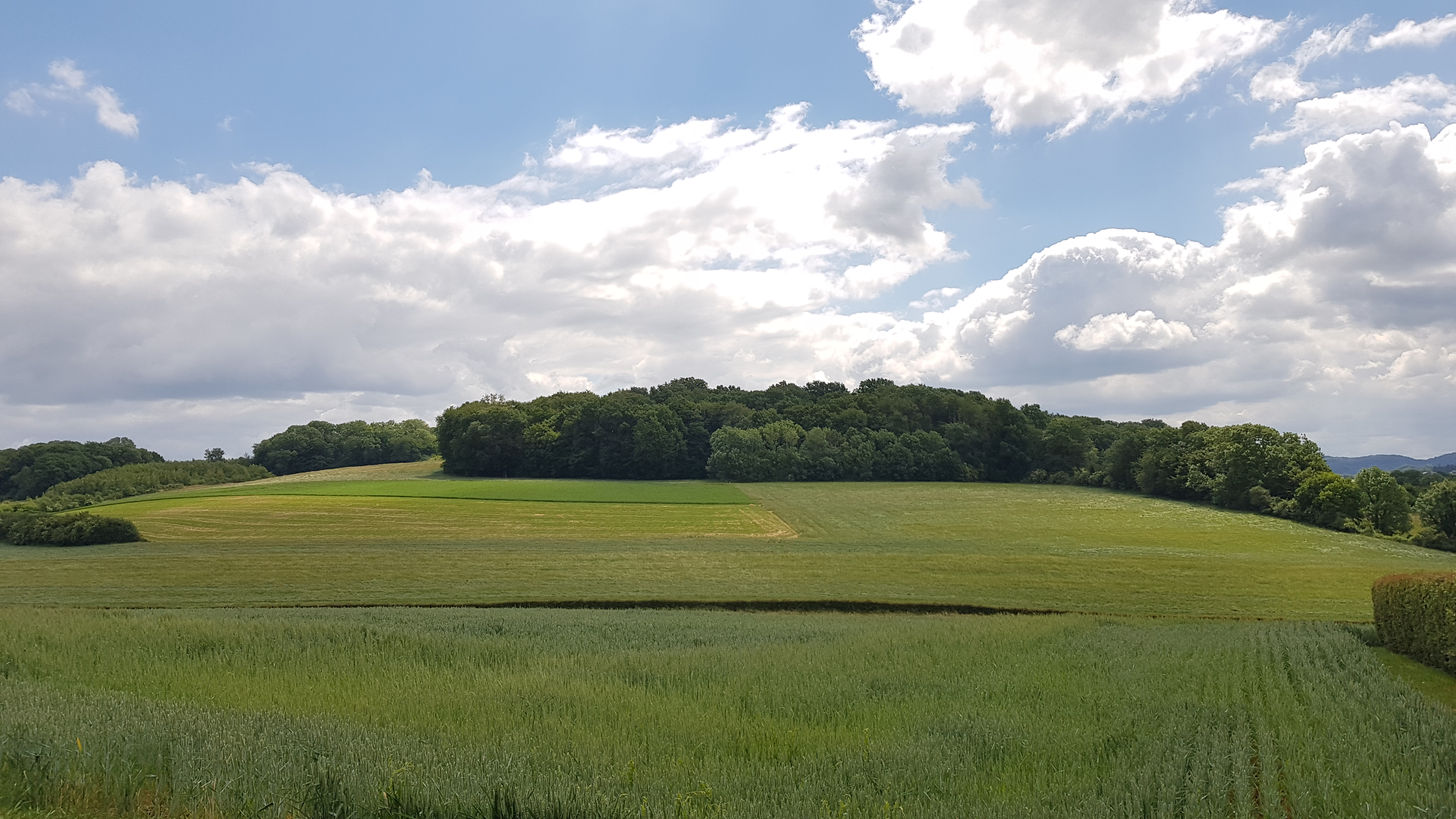
Het bos gezien vanuit het noordwesten
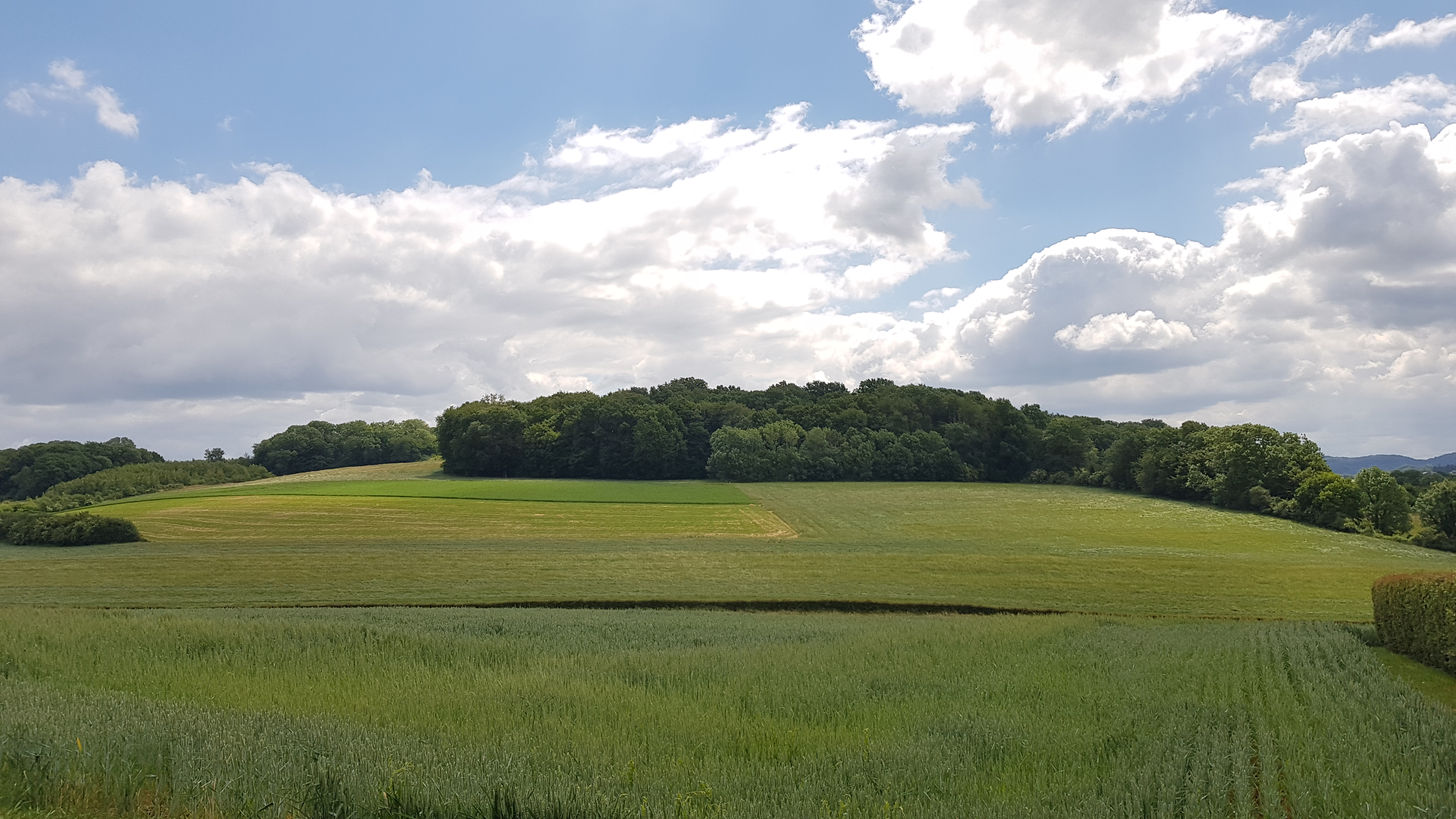
Het bos gezien vanuit het zuidwesten